# Davao (thành phố)
Davao, gọi chính thức là Thành phố Davao (tiếng Cebu: Dakbayan sa Dabaw, tiếng Tagalog: Lungsod ng Dabaw), là một thành phố đô thị hoá cao độ trên đảo Mindanao, Philippines. Thành phố có khoảng 1,6 triệu cư dân theo điều tra nhân khẩu năm 2015, là thành phố đông dân thứ ba toàn quốc và là thành phố đông dân nhất tại Mindanao.
Về mặt địa lý, thành phố Davao nằm trong tỉnh Davao del Sur và được cơ quan thống kê xếp chung với tỉnh, tuy nhiên thành phố được cai quản độc lập với tỉnh. Thành phố Davao là trung tâm của Metro Davao, đây là vùng đô thị đông dân thứ ba toàn quốc với khoảng 2,5 triệu dân vào năm 2015, xếp sau Metro Manila và Metro Cebu. Thành phố có vị thế là trung tâm mậu dịch, thương nghiệp và công nghiệp chính yếu của Mindanao, và là trung tâm cấp vùng của vùng Davao. Thành phố Davao có đỉnh núi cao nhất tại Philippines là núi Apo. Thành phố có biệt danh là "Thủ phủ sầu riêng của Philippines".

## Lịch sử
Thời kỳ thuộc địa của khu vực thành phố Davao chính thức bắt đầu vào năm 1848, khi có một đội viễn chinh gồm 70 người dưới quyền của José Cruz de Oyanguren xứ Vergara của Tây Ban Nha đến lập một khu định cư Cơ Đốc giáo trong một khu vực đầm lầy ngập mặn mà nay là Bolton Riverside. Davao khi đó nằm dưới quyền cai quản của một tù trưởng người Kalagan tên là Datu Bago, ông ta có một khu dân cư bên bờ sông Davao. Sau khi Cruz de Oyanguren đánh bại Bago, ông ta đổi tên khu vực này thành Nueva Guipúzcoa, lập nên thị trấn Nueva Vergara (tức Davao sau này) vào ngày 29 tháng 6 năm 1848 theo tên quê hương của ông tại Tây Ban Nha và trở thành thống đốc đầu tiên.
Do việc phát triển các đồn điền quy mô lớn, khu vực đối diện với tình trạng thiếu hụt lao động, do đó người lao động đến từ Luzon và Visayas đến Davao làm việc theo hợp đồng.

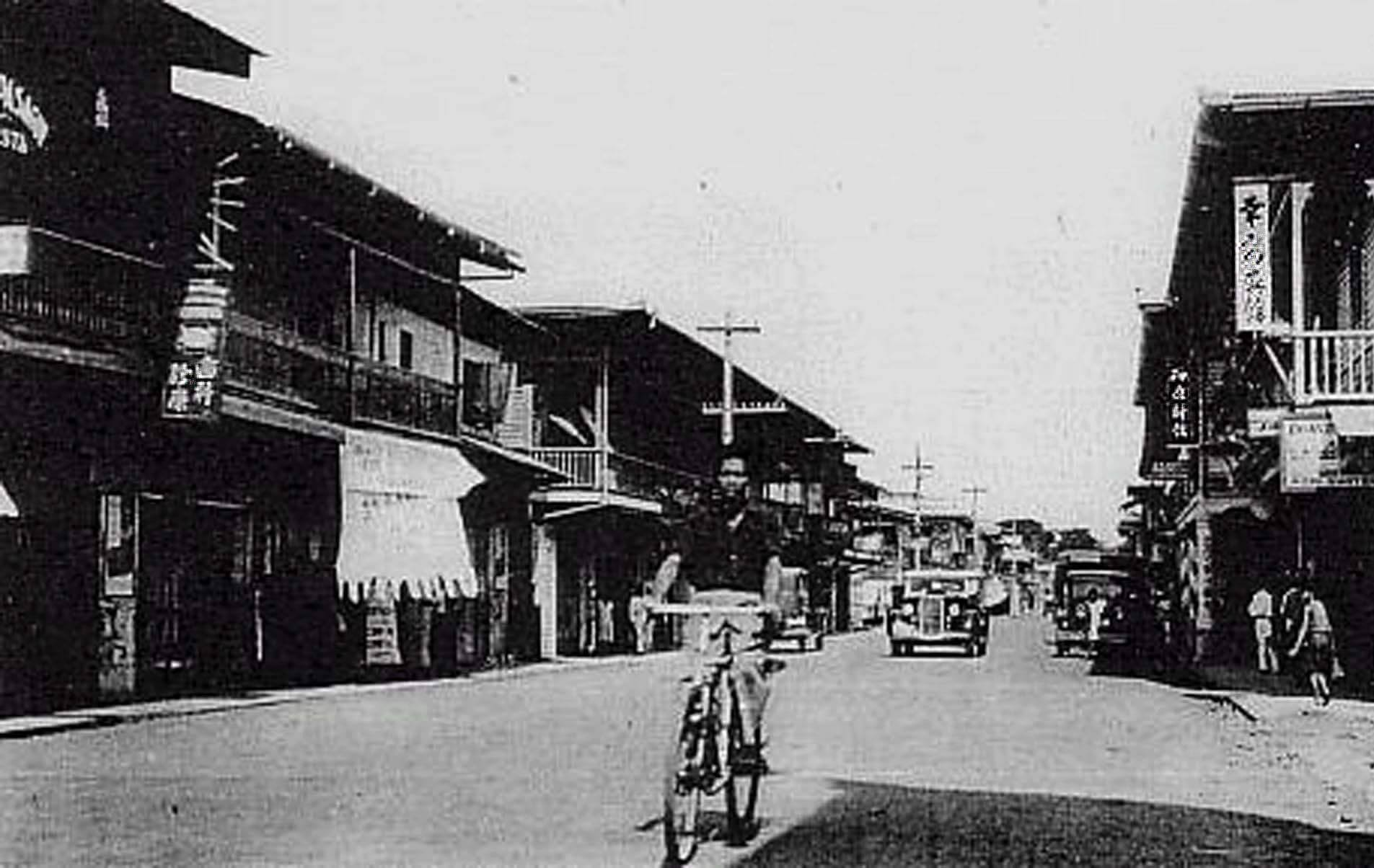
Thành phố Davao vào khoảng thập niên 1930

Do ảnh hưởng của Nhật Bản đối với kinh tế khu vực ngày càng tăng lên, đến ngày 16 tháng 3 năm 1936, nghị viên Romualdo Quimpo đến từ Davao đệ trình dự luật thành lập thành phố Davao từ thị trấn Davao (Mayo) và huyện Guianga. Dự luật yêu cầu tổng thống bổ nhiệm các quan chức địa phương. Davao được Tổng thống Manuel L. Quezon công bố là một thành phố vào ngày 16 tháng 10 năm 1936. Thành phố Davao trở thành tỉnh lỵ của tỉnh Davao. Đây là một trong hai thị trấn đầu tiên tại Mindanao được nâng cấp lên thành phố, cùng với Zamboanga.
Ngày 8 tháng 12 năm 1941, các máy bay của Nhật Bản ném bom bến cảng của Davao, và từ ngày 20 tháng 12 năm 1941 thì họ đổ bộ và bắt đầu chiếm đóng thành phố cho đến năm 1945. Davao là một trong những nơi sớm bị quân đội Nhật Bản chiếm đóng, và sau đó thành phố lập tức được họ củng cố thành một pháo đài phòng thủ. Thành phố bị các lực lượng dưới quyền Douglas MacArthur ném bom ác liệt trước khi quân đội Hoa Kỳ đổ bộ tại Leyte vào tháng 10 năm 1944. Trận chiến Davao diễn ra vào cuối Chiến tranh thế giới thứ hai, thuộc vào hàng trận chiến kéo dài nhất và đổ máu nhiều nhất trong quá trình giải phóng Philippines, khiến thành phố bị tàn phá dữ dội, bị thụt lùi về kinh tế và hạ tầng.
Năm 1967, tỉnh Davao được phân chia thành ba tỉnh: Davao del Norte, Davao Oriental và Davao del Sur. Thành phố Davao trở thành bộ phận của Davao del Sur; dù mất vị thế tỉnh lị song thành phố trở thành một trung tâm thương nghiệp của miền nam Mindanao. Trong thập niên 1970, Davao trở thành thủ phủ cấp vùng của miền nam Mindanao; sau cải cách thì thành phố trở thành thủ phủ cấp vùng của vùng Davao (vùng XI) và là một thành phố đô thị hoá cao độ trong tỉnh Davao del Sur.
Xung đột trong thành phố trở nên trầm trọng, các vụ giết người trên đường phố diễn ra rất thường xuyên. Tình hình này kéo dài cho đến năm 1985, khi cư dân địa phương thành lập nhóm trật tự "Alsa Masa" nhằm đẩy lui tội phạm.

## Địa lý

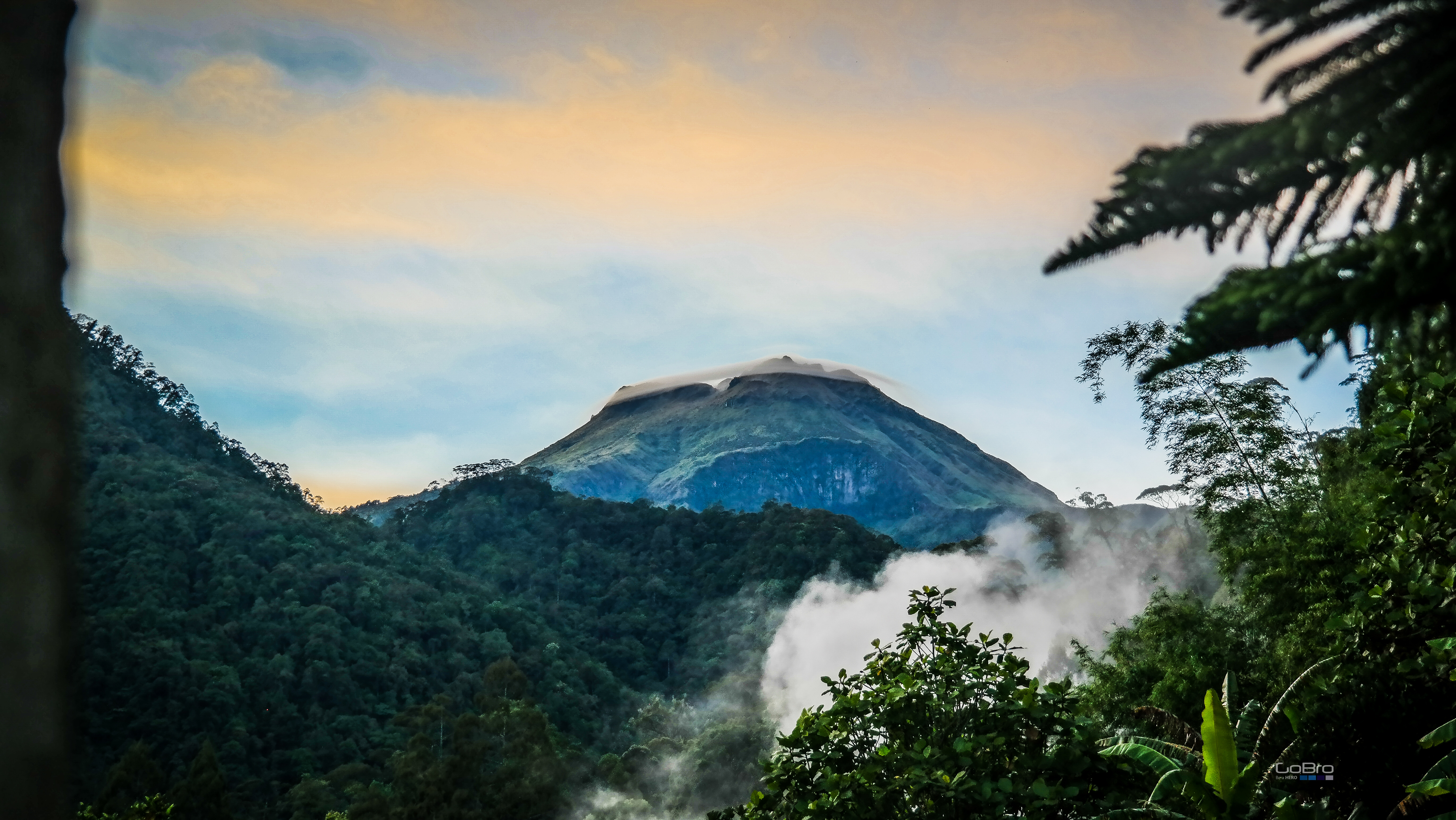
Núi Apo là núi cao nhất tại Philippines.

Thành phố Davao cách 946 km về phía đông nam của Manila theo đường bộ, và 971 km theo đường biển. Thành phố nằm tại phần đông nam của Mindanao, bên bờ vịnh Davao, đối diện với đảo Samal.
Diện tích đất liền của thành phố Davao là 2.443,61 km², có nhiều đồi núi ở phía tây (khu Marilog) và dốc xuống bờ biển phía đông nam. Núi Apo ở mũi tây nam của thành phố là đỉnh cao nhất tại Philippines. Công viên quốc gia Núi Apo gồm núi Apo và khu vực xung quanh, nó được thành lập vào năm 1936 nhằm bảo vệ động thực vật trong khu vực. Sông Davao là kênh thoát nước chính của thành phố, với lưu vực rộng 1.700 km² và dài 160 km. Sông Davao khởi nguồn tại thị trấn San Fernando, Bukidnon, cửa sông nằm tại Barangay Bucana thuộc khu Talomo.
Núi Apo có nhiều loài chim, 111 trong số đó là loài đặc hữu trong khu vực. Núi cũng có một trong số các loài đại bàng lớn nhất thế giới là đại bàng Philipines, đây là một loài bị đe doạ nghiêm trọng và là quốc điểu của Philippines. Quỹ Đại bàng Philippines có trụ sở gần thành phố.. Trong số các loài thực vật đặc hữu tại đây có waling-waling, còn gọi là "nữ hoàng của các loài hoa Philippines" và là một trong các quốc hoa của quần đảo. Các loài cây ăn quả như măng cụt và sầu riêng được trồng nhiều trên núi Apo.
Thành phố Davao có khí hậu rừng mưa nhiệt đới (phân loại khí hậu Köppen Af), có nhiệt độ ít biến động theo mùa. Nhiệt độ trung bình tháng thường trên 26 °C (78,8 °F), và lượng mưa trung bình tháng là trên 77 milimét (3,03 in). Thành phố không có mùa khô theo đúng nghĩa.
| Dữ liệu khí hậu của Thành phố Davao | Dữ liệu khí hậu của Thành phố Davao | Dữ liệu khí hậu của Thành phố Davao | Dữ liệu khí hậu của Thành phố Davao | Dữ liệu khí hậu của Thành phố Davao | Dữ liệu khí hậu của Thành phố Davao | Dữ liệu khí hậu của Thành phố Davao | Dữ liệu khí hậu của Thành phố Davao | Dữ liệu khí hậu của Thành phố Davao | Dữ liệu khí hậu của Thành phố Davao | Dữ liệu khí hậu của Thành phố Davao | Dữ liệu khí hậu của Thành phố Davao | Dữ liệu khí hậu của Thành phố Davao | Dữ liệu khí hậu của Thành phố Davao |
| Tháng                               | 1                                   | 2                                   | 3                                   | 4                                   | 5                                   | 6                                   | 7                                   | 8                                   | 9                                   | 10                                  | 11                                  | 12                                  | Năm                                 |
| ----------------------------------- | ----------------------------------- | ----------------------------------- | ----------------------------------- | ----------------------------------- | ----------------------------------- | ----------------------------------- | ----------------------------------- | ----------------------------------- | ----------------------------------- | ----------------------------------- | ----------------------------------- | ----------------------------------- | ----------------------------------- |
| Trung bình ngày tối đa °C (°F)      | 30.9 (87.6)                         | 31.2 (88.2)                         | 32.3 (90.1)                         | 33.0 (91.4)                         | 33.0 (91.4)                         | 31.6 (88.9)                         | 31.4 (88.5)                         | 31.6 (88.9)                         | 31.8 (89.2)                         | 32.1 (89.8)                         | 32.1 (89.8)                         | 31.4 (88.5)                         | 31.9 (89.4)                         |
| Trung bình ngày °C (°F)             | 26.4 (79.5)                         | 26.6 (79.9)                         | 27.3 (81.1)                         | 28.0 (82.4)                         | 28.0 (82.4)                         | 27.2 (81.0)                         | 27.0 (80.6)                         | 27.1 (80.8)                         | 27.3 (81.1)                         | 27.4 (81.3)                         | 27.4 (81.3)                         | 26.9 (80.4)                         | 27.2 (81.0)                         |
| Tối thiểu trung bình ngày °C (°F)   | 21.9 (71.4)                         | 22.0 (71.6)                         | 22.3 (72.1)                         | 23.0 (73.4)                         | 23.0 (73.4)                         | 22.9 (73.2)                         | 22.7 (72.9)                         | 22.7 (72.9)                         | 22.8 (73.0)                         | 22.8 (73.0)                         | 22.7 (72.9)                         | 22.4 (72.3)                         | 22.6 (72.7)                         |
| Lượng mưa trung bình mm (inches)    | 114.7 (4.52)                        | 99.0 (3.90)                         | 77.9 (3.07)                         | 144.9 (5.70)                        | 206.7 (8.14)                        | 190.1 (7.48)                        | 175.9 (6.93)                        | 173.2 (6.82)                        | 180.1 (7.09)                        | 174.8 (6.88)                        | 145.7 (5.74)                        | 109.7 (4.32)                        | 1.792,7 (70.59)                     |
| Số ngày mưa trung bình              | 17                                  | 14                                  | 12                                  | 11                                  | 15                                  | 19                                  | 18                                  | 17                                  | 17                                  | 19                                  | 20                                  | 20                                  | 199                                 |
| Độ ẩm tương đối trung bình (%)      | 81                                  | 80                                  | 78                                  | 78                                  | 81                                  | 81                                  | 82                                  | 81                                  | 81                                  | 80                                  | 81                                  | 82                                  | 81                                  |
| Nguồn: PAGASA                       |                                     |                                     |                                     |                                     |                                     |                                     |                                     |                                     |                                     |                                     |                                     |                                     |                                     |

## Nhân khẩu
Dân số thành phố Davao là 1.632.991 theo điều tra nhân khẩu vào năm 2015. Metro Davao có trung tâm là thành phố Davao, vùng đô thị này có khoảng 2,5 triệu cư dân vào năm 2015, là vùng đô thị đông dân thứ ba tại Philippines, và đông dân nhất Mindanao. Năm 1995, dân số thành phố Davao vượt một triệu người, là thành phố thứ tư toàn quốc vượt qua mốc này. Dân số thành phố gia tăng trong thế kỷ 20 do các làn sóng nhập cư ồ ạt từ các nơi khác của Philippines và xu hướng này vẫn tiếp tục cho đến nay. Dân số thành phố Davao được dự kiến vượt qua dân số Manila vào năm 2020 và trở thành thành phố lớn thứ hai tại Philippines.
Cư dân tại thành phố Davao và toàn bộ vùng Davao được gọi thông tục là Davaoeños. Gần như toàn bộ người Davao địa phương là người Visayas (đa số người Cebu và người Davao bản địa, thiểu số là người Ilonggo), các cư dân địa phương còn lại thuộc các nhóm như Lumad và Aeta. Các nhóm người Moro gồm Maguindanao, Maranao, Iranun, Sangir và Sama-Bajaus. Những người châu Á gốc ngoại quốc khác cũng định cư và lập thành các cộng đồng nhỏ tại thành phố Davao, ngoài ra còn có những người Âu-Mỹ.
Tiếng Cebu Davao là một biến thể của tiếng Cebu Mindanao, đây là ngôn ngữ được nói phổ biến nhất trong thành phố và các thành thị vệ tinh. Tiếng Anh là phương tiện giảng dạy trong các trường học và được cư dân hiểu rộng rãi. Ngoài tiếng Cebu Davao, thì tiếng Chavacano Davao và các ngôn ngữ bộ lạc Mindanao như Tagabawa-Bagobo, Manobo-Bagobo và Mandaya cũng hiện diện, cùng với một dạng địa phương hoá của tiếng Tagalog.
Đa số cư dân thành phố Davao là tín đồ Công giáo La Mã với 80% dân số. Các nhóm Cơ Đốc giáo khác như Iglesia ni Cristo chiếm khoảng 18% thành phần tôn giáo của thành phố. Hai phần trăm còn lại chủ yếu là các tín đồ Hồi giáo cùng một số người theo Sikh giáo, Ấn Độ giáo, Phật giáo hay không tôn giáo. Tổng giáo phận Davao là toà giáo mục chính của Công giáo La Mã tại miền nam của Mindanao, có phạm vi bao gồm thành phố Davao, Samal và các khu tự quản khác. Thánh Pedro là thánh bảo trợ của thành phố, tại địa phương gọi là San Pedro.

## Kinh tế
Davao nằm trong khu vực tăng trưởng Đông ASEAN (BIMP-EAGA), một sáng kiến hợp tác kinh tế khu vực tại Đông Nam Á. Thành phố Davao có nền kinh tế lớn nhất bên ngoài Metro Manila, và cũng đóng vai trò là nền kinh tế lớn nhất miền nam Philippines.
Nông nghiệp vẫn là một lĩnh vực lớn, có các đồn điền chuối, dứa, cà phê và dừa trong địa giới thành phố. Thành phố Davao đứng hàng đầu Mindanao về xuất khẩu xoài, bưởi, chuối, các sản phẩm dừa, dứa, thanh long, măng cụt và ca cao. Ngành sôcôla là lĩnh vực phát triển mới nhất trong thành phố, Malagos Chocolate hiện dẫn đầu trong ngành sô cô la thủ công của toàn quốc và được quốc tế công nhận. Ngoài ra, Seed Core Enterprises là nhà xuất khẩu ca cao lớn nhất toàn quốc cho Barry Callebaut. Sầu riêng trồng tại thành phố cũng là một mặt hàng xuất khẩu nổi tiếng, song chuối là sản phẩm quả xuất khẩu lớn nhất. Các công ty đa quốc gia như Dole, Sumifru/Sumitomo và Del Monte cũng có các trụ sở khu vực của họ tại thành phố Davao. Vịnh Davao là nguồn sống của nhiều ngư dân, một số sản phẩm ngư nghiệp là cá ngừ vây vàng, cá măng sữa nước lợ, cá phổi, tôm cua. Hầu hết cá bắt được sẽ được dỡ tại cảng cá thuộc Barangay Toril, sau đó được bán tại các chợ trong thành phố.
Thành phố cũng có vai trò là trung tâm mậu dịch, thương nghiệp và công nghiệp chính yếu của Mindanao và là một trong các trung tâm tài chính của đảo. Phoenix Petroleum là một công ty dầu đa quốc gia có trụ sở tại thành phố Davao, và là công ty đầu tiên bên ngoài Metro Manila có mặt trong PSE Composite Index. Một số nhà máy công nghiệp như của các công ty Coca-Cola Bottlers, Phil., Pepsi-Cola Products, Phil., Interbev Phil Inc. và RC Cola Phil., được đặt tại thành phố. Ngoài ra còn có một số cơ sở bao bì trái cây xuất khẩu, nhà máy chế biến thực phẩm, cũng như các nhà máy xây dựng công nghiệp như Holcim Philippines, Union Galvasteel Corporation và SteelAsia. Nhà máy SteelAsia là nhà máy cán thép lớn và hiện đại hàng đầu tại Philippines, được hoàn thành vào năm 2014 và có mục đích làm tăng sản lượng thép quốc gia và giảm giá thành xây dựng tại Mindanao.
Ngân hàng One Network có trụ sở tại thành phố Davao và là ngân hàng nông thôn lớn nhất tại Philippines xét theo tài sản cố định. Hầu hết các chi nhánh của ngân hàng này nằm tại Mindanao. Các cơ quan bảo hiểm xã hội của chính phủ cũng hiện diện tại thành phố.
Thành phố có một số khu vực thương mại như trung tâm thành phố, phố Tàu Davao (Uyanguren), Bajada, Lanang, Matina, Ecoland, Agdao, Buhangin, Tibungco, Toril, Mintal và Calinan. Các trung tâm mua sắm nằm rải rác trong thành phố, đáng chú ý là Gaisano Mall of Davao mở cửa vào năm 1997 và là địa điểm Gaisano Mall lớn thứ hai tại Philippines, Abreeza mở cửa vào năm 2011 là địa điểm Ayala Mall lớn nhất tại Mindanao, và SM Lanang Premier là SM Premier Mall đầu tiên tại Mindanao.

## Văn hoá

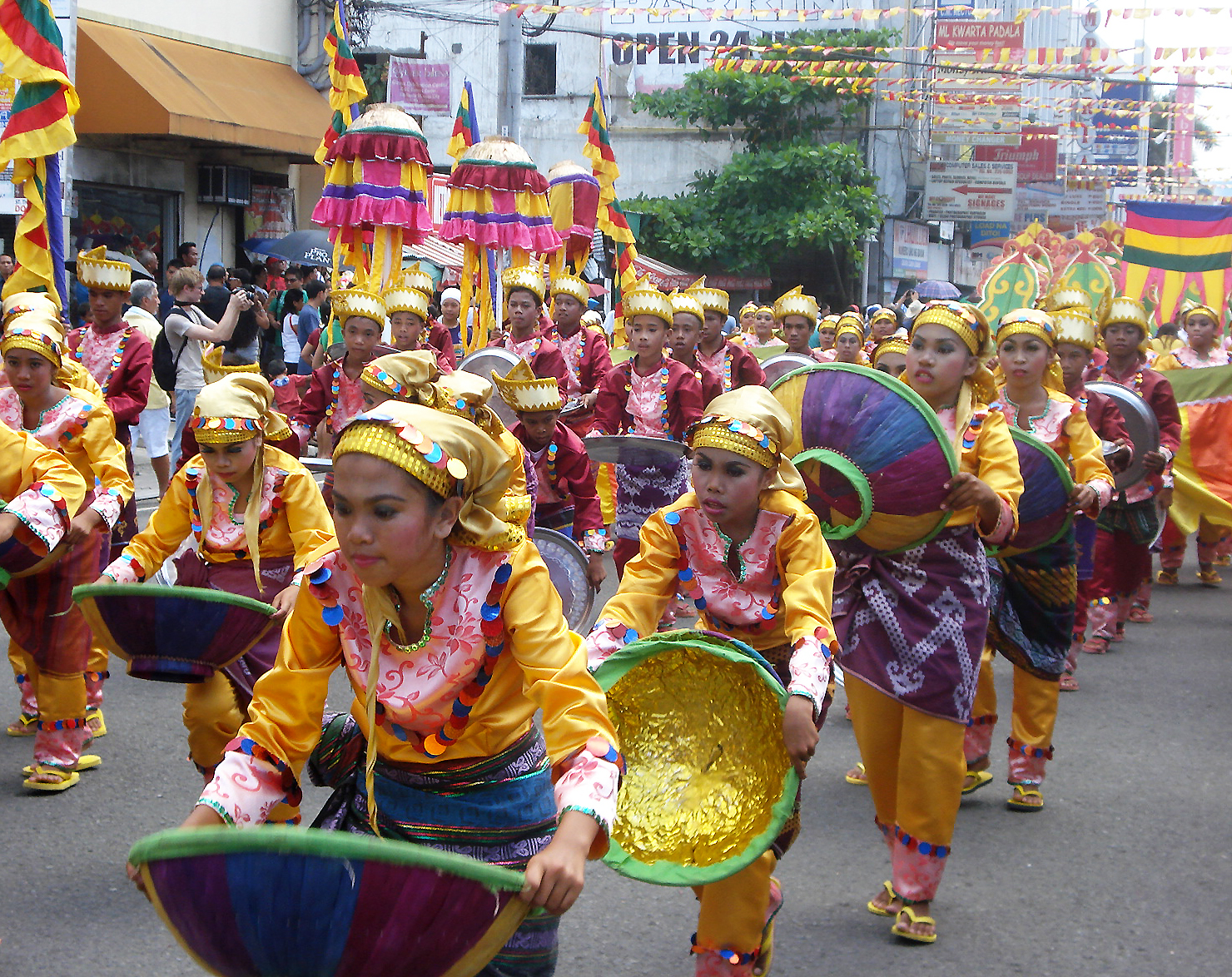
vũ điệu đường phố trong lễ hội Kadayawan.

Lễ hội Kadayawan được tổ chức thường niên tại thành phố Davao, nhằm kỷ niệm sự sống, tạ ơn cho các món quà của thiên nhiên, sự giàu có về văn hoá, mùa màng bội thu và cuộc sống thanh bình. Lễ hội được tổ chức vào mỗi tuần thứ ba của tháng 8. Nhiều nông cụ, rau quả, hoa, gạo và ngô được bày lên các tấm thảm để dân làng bày tỏ trân trọng và cảm ơn một năm dư dật. Lễ hội có các điệu nhảy đường phố bản địa Mindanao.
Giống như các thành phố khác tại Philippines, Cơ Đốc giáo trở nên phổ biến tại Davao là do kết quả của thời kỳ thực dân Tây Ban Nha. Các nhà thờ lớn nhỏ nằm rải rác trong thành phố, ngoài ra còn có một số lượng nhỏ nơi thờ phụng của tôn giáo khác. Một truyền thống đáng chú ý mà người Tây Ban Nha đưa đến và vẫn được cử hành trong thành phố Davao là kỷ niệm ngày lễ thánh của các thánh bảo trợ cho làng, với ca hát và vũ đạo.
Phố Tàu Davao là khu dân cư chính của cộng đồng người Hoa trong thành phố, khu vực có hải cảng riêng là bến tàu Santa Ana và nó là bộ phận của cảng quốc tế Davao. Ảnh hưởng của văn hoá Nhật Bản tại thành phố Davao cũng đáng chú ý, cộng đồng người Nhật tập trung tại Mintal. Ngoài ra, còn có một số khu dân cư của người ngoại quốc trong thành phố. Các trường học ESL cho người ngoại quốc, và các khu công nghiệp định hướng xuất khẩu đã thu hút các hãng của Nhật Bản và Hàn Quốc đến đầu tư tại thành phố.
Thành phố Davao có một số điểm di sản văn hoá, bao gồm Bảo tàng Davao, Bảo tàng Nghệ thuật Dân gian Mindanao, Bảo tàng Xã hội Lịch sử Davaoeño và Bảo tàng Philippine-Nhật Bản. Các di chỉ lịch sử của người Nhật gồm có hầm Nhật Bản do quân đội Nhật sử dụng trong chiến tranh, nghĩa trang người Nhật trong thế kỷ 20 và nhà máy sợi Furukawa.
Ẩm thực của thành phố Davao có đặc trưng là các món thịt xiên và nướng, song món ăn phổ biến nhất được phục vụ trong thành phố là kinilaw, một món có liên hệ với ceviche được làm từ cá ngừ, cá thu hoặc cá kiếm với dưa chuột (và thỉnh thoảng là với cải củ) và ớt ướp trong dấm. Sinuglaw là một từ kết hợp của sinugba (nướng) và kinilaw trong tiếng Cebu, cũng là một từ dùng để chỉ món ăn thịt ba chỉ được thái hạt lựu, nướng trộn với kinilaw. Các món quả, đồ ăn nhẹ và tráng miệng cũng phổ biến, hầu hết làm từ sầu riêng và chuối. Ginanggang là một món ăn làm từ chuối có nguồn gốc tại thành phố Davao, và được lan truyền đến những nơi khác trong nước.

## Giao thông

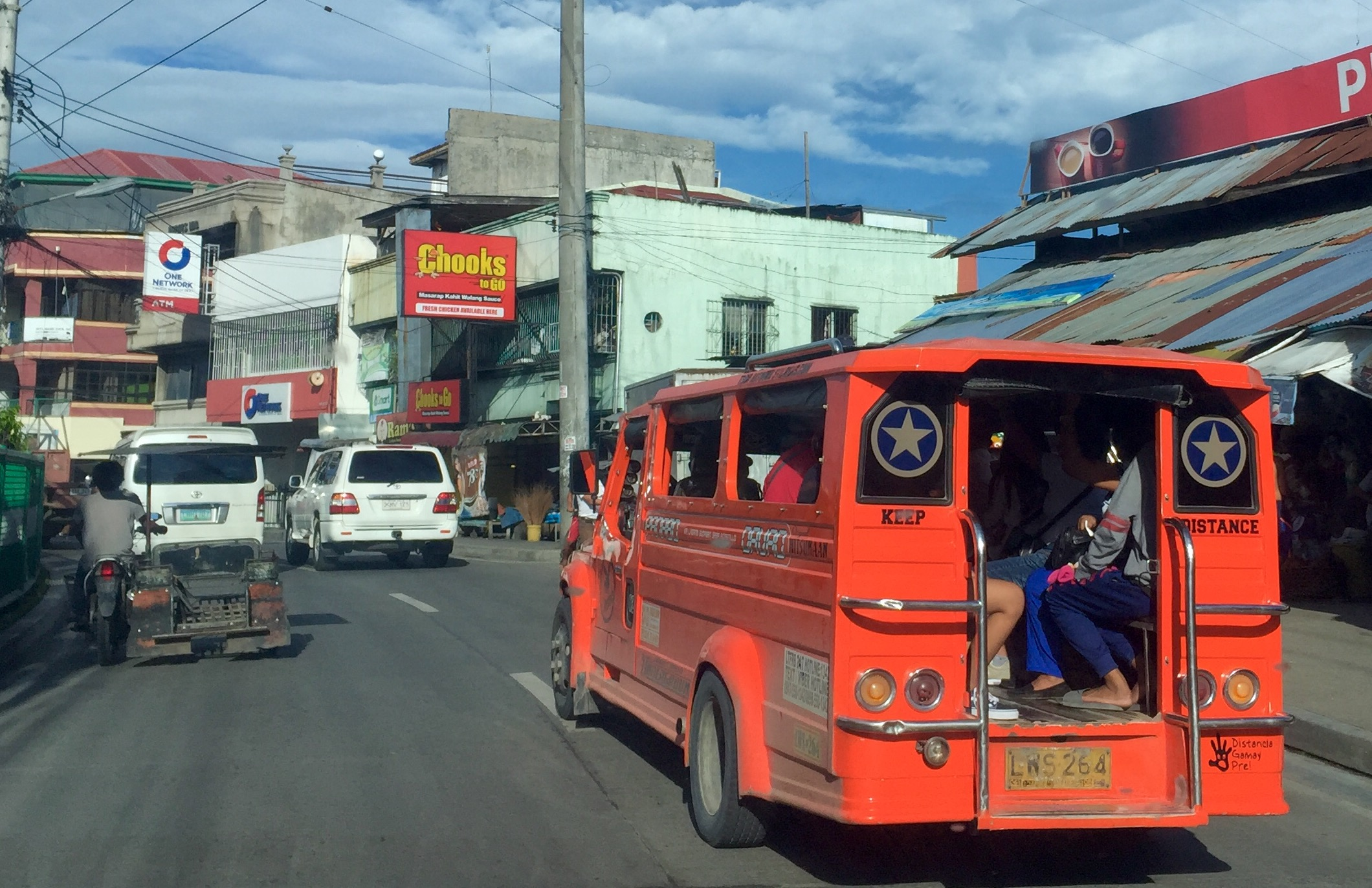
Jeepney trên Đại lộ Quezon

Phương thức vận chuyển công cộng phổ biến trong thành phố là multicab, jeepney, xe ba bánh, xa buýt và taxi. Multicab và jeepney có 82 tuyến chở khách cố định. Xe ba bánh có các tuyến nằm ngoài các đường phố chính của thành phố, còn taxi có một số tuyến trong và ngoài thành phố Davao. Tại vùng núi xe ôm habal-habal là phương thức vận chuyển chủ yếu. Thành phố có mạng lưới xe buýt rộng lớn nối đến các tỉnh thành tại Mindanao và xa đến Pasay tại Luzon, và Ormoc cùng Tacloban tại Visayas. Xây dựng và cải tạo cầu đường trong thành phố đã và đang được thực hiện.
Davao liên kết với Manila thông qua các chuyến phà liên đảo. Thành phố có các chuyến phà chở khách nội địa tại cảng biển quốc tế Sasa và bến cảng Santa Ana, các cảng biển của cảng Davao nhộn nhịp nhất Mindanao. Cảng Davao nằm trên vịnh Davao, có năng lực phục vụ vận chuyển tàu biển liên đảo và quốc tế.
Sân bay quốc tế Francisco Bangoy nằm về phía bắc của trung tâm thành phố, là sân bay chủ yếu phục vụ thành phố và khu vực. Đây là sân bay nhộn nhịp nhất tại Mindanao và đứng thứ ba toàn quốc. Chính quyền thành phố Davao đặt mục tiêu có thêm các đường bay đến thành phố, như từ Singapore hay Trung Quốc, Nhật Bản.

## Quan hệ đối ngoại
Thành phố Davao có 10 thành phố kết nghĩa:
| Local |
| --- |
| - Baguio - Manila - Quezon - Cebu - Bayugan - Cotabato - Zamboanga - Legazpi, Albay - Bacoor, Cavite - San Juan, Metro Manila - Marikina |

| Quốc tế |
| --- |
| - Tấn Giang, Trung Quốc - Nam Ninh, Trung Quốc - Manado, Indonesia - Pekanbaru, Indonesia - Koror, Palau - Montevideo, Uruguay - Thành phố Panama, Panama - Vladivostok, Nga - Cơ Long, Đài Loan - Quận Kauai, Hawaii, Hoa Kỳ - Tacoma, Washington, Hoa Kỳ |

| Thành phố hữu nghị                        |
| ----------------------------------------- |
| - Uijeongbu, Hàn Quốc - Incheon, Hàn Quốc |